# Atletika na Letních olympijských hrách 2016 – 200 metrů ženy
 Běh na 200 metrů žen na Letních olympijských hrách 2016 se uskutečnil 15. a 17. srpna na Olympijském stadionu v Riu de Janeiru.

## Výsledky finálového běhu
| *                | jméno                | země                   | čas   |
| ---------------- | -------------------- | ---------------------- | ----- |
| Zlatá medaile    | Elaine Thompsonová   | Jamajka                | 21,78 |
| Stříbrná medaile | Dafne Schippersová   | Nizozemsko             | 21,88 |
| Bronzová medaile | Tori Bowieová        | Spojené státy americké | 22,15 |
| 4                | Marie-Josée Ta Lou   | Pobřeží slonoviny      | 22,21 |
| 5                | Dina Asher-Smithová  | Velká Británie         | 22,31 |
| 6                | Michelle-Lee Ahyeová | Trinidad a Tobago      | 22,34 |
| 7                | Deajah Stevensová    | Spojené státy americké | 22,65 |
| 8                | Ivet Lalovová        | Bulharsko              | 22,69 |